# Fiore Sardo

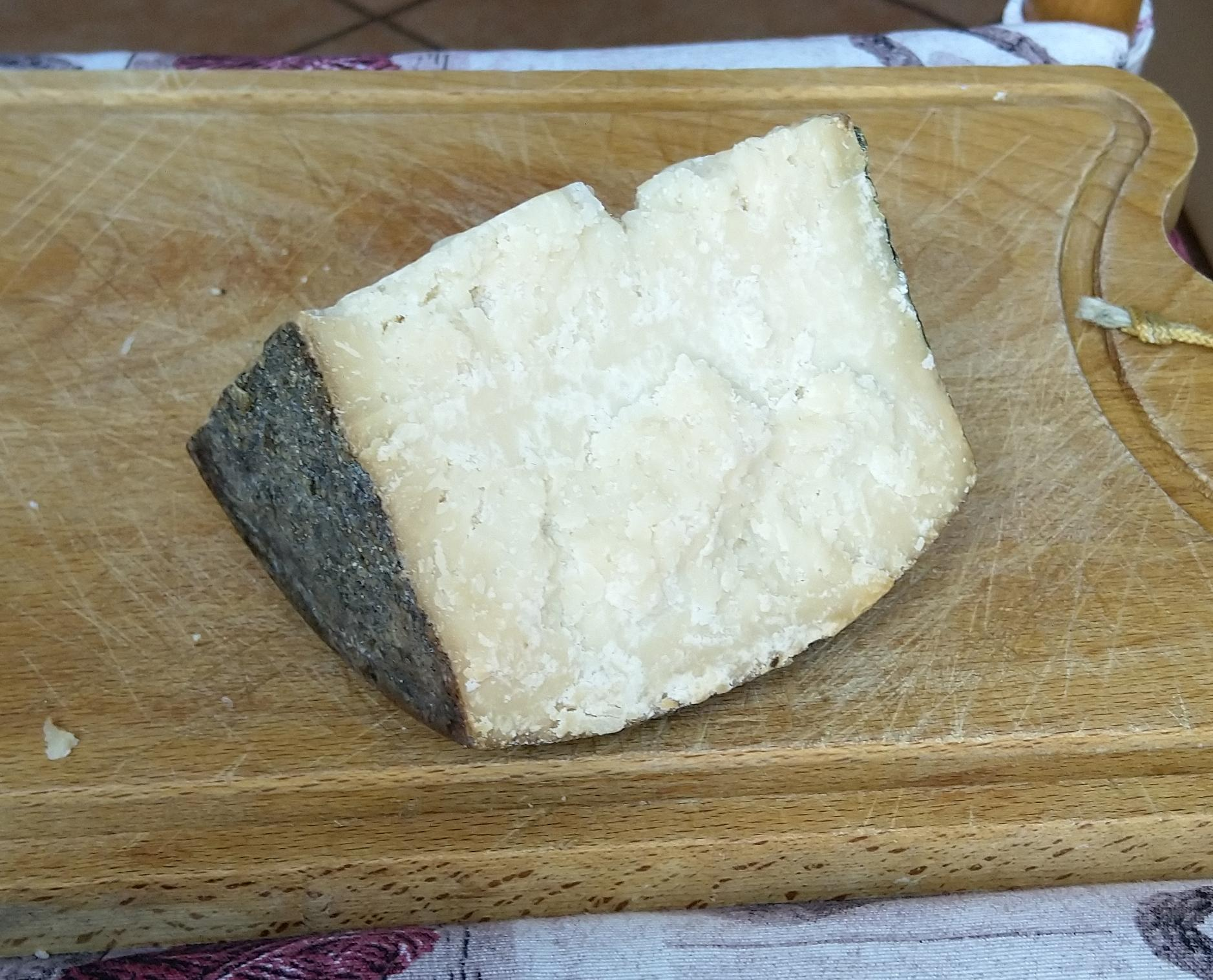
Fiore Sardo DOP

Fiore Sardo es un queso italiano con denominación de origen protegida por el Reglamento N° 1263/96 de la CEE. Se elabora en la isla de Cerdeña.

## Historia
El nombre significa «flor de Cerdeña». También se le llama «Fioretto Sardo». Es un queso tradicional que se elaboraba antes de la introducción en la isla de Cerdeña de la técnica del pecorino romano en el siglo XIX. Aparece mencionado en el Rifiorimento della Sardegna nel miglioramento della sua agricoltura (1776), así como en el Voyage en Sardaigne (1826).

## Elaboración
Se elabora según los métodos tradicionales y de manera artesanal, con leche de oveja. Los quesos frescos se ahúman ligeramente y se frotan con aceite de oliva; después, se les deja madurar durante un periodo de 3 a 6 meses. La producción anual se sitúa en torno a las 1000 toneladas.

## Características
Es un queso que tiene forma de cilindro o de rueda, o bien dos secciones cónicas unidas por la base más grande. La corteza es natural, de color amarillo dorado que llega al marrón oscuro si tiene más de seis meses. Su textura es dura y granulosa, desmigajándose fácilmente. La pasta tiene color amarillento. Emana un olor agrio y húmedo. El sabor es dulce, pero con un toque salado y una insinuación de fruta. Cuando está fresco se usa como queso de mesa. Cuando está maduro puede rallarse para dar más sabor a la pasta que lo que le daría un parmesano o un grana padano.